# Col des Limouches
Le col des Limouches est un col routier du massif du Vercors. Il se situe dans la Drôme.

## Topographie
Depuis Chabeuil, la route qui monte au col des Limouches est longue de 19,5 kilomètres pour 881 mètres de dénivelé, ce qui représente une pente moyenne de 4,5 %.

## Cyclisme
Le Tour de France a emprunté ce col, classé 3e catégorie, lors de la 11e étape du Tour 1996 entre Gap et Valence, avec un passage en tête de l'Italien Stefano Cattai. Lors de la 15e étape du Tour 2004 entre Valréas et Villard-de-Lans, il est classé 2e catégorie ; c'est le Français Richard Virenque qui est passé en tête au sommet.